# ورزشگاه جام‌جهانی گوانگجو
ورزشگاه جام‌جهانی گوانگجو، یک ورزشگاه فوتبال در گوانگجو، کره جنوبی است. در ابتدا نام ورزشگاه ورزشگاه جام‌جهانی گوانگجو بود که برای بازی های جام جهانی ۲۰۰۲ ساخته شد. بعد از پیروزی تیم ملی کره جنوبی مقابل اسپانیا در ضربات پنالتی در مرحله یک چهارم و صعود کره جنوبی به مرحله نیم نهایی در این ورزشگاه با مربی گری گاس هیدینگ این ورزشگاه گاس هیدینگ نام گرفت.

## جام جهانی ۲۰۰۲
ورزشگاه جام‌جهانی گوانگجو یکی از مکانهای برگزاری بازی های جام جهانی ۲۰۰۲ بود. و مسابقات زیر را برگزار کرده
| تاریخ        | تیم ۱   | نتیجه     | تیم ۲     | رقابت    |
| ------------ | ------- | --------- | --------- | -------- |
| ۲ ژوئن ۲۰۰۲  | اسپانیا | ۱-۳       | اسلوونی   | (گروه B) |
| ۳ ژوئن ۲۰۰۲  | چین     | ۲-۰       | کاستاریکا | (گروه C) |
| ۲۲ ژوئن ۲۰۰۲ | اسپانیا | ۰-۰ (۵-۳) | کرهٔ جنوبی | یک چهارم |